# Uroš
Uroš (kyrillisch: Урош) ist ein männlicher Vorname, der überwiegend bei Serben und Slowenen verbreitet ist.

## Herkunft
Der Name Uroš ist die serbisch-slowenische Variante des ungarischen Namens Uros. Abgeleitet vom ungarischen Wort úr, was Mann, Herr bedeutet.

## Bedeutung
Die Person mit dem Namen Uroš soll ein Herrscher sein.

## Namensträger

### Herrscher
- Uroš I. (Raszien), serbischer Groß-Župan
- Uroš II., serbischer Groß-Župan

### Vorname
- Uroš Matić (* 1990), serbisch-mazedonischer Fußballspieler
- Uroš Mitrović (* 1984), serbischer Handballspieler
- Uroš Murn (* 1975), slowenischer Radrennfahrer
- Uroš Paladin (* 1988), slowenischer Handballspieler
- Uroš Pavlovčič (* 1972), slowenischer Skirennläufer
- Uroš Prah (* 1988), slowenischer Lyriker, Schriftsteller und Redakteur
- Uroš Predić (1857–1953), serbischer Maler
- Uroš Rojko (* 1954), slowenischer Komponist und Klarinettist
- Uroš Zorman (* 1980), slowenischer Handballspieler und -trainer

## Die serbischen Kaiser
- Stefan Uroš I., auch Uroš der Große, König von Raszien, der Küstenländer und aller Serben
- Stefan Uroš II. Milutin, König von Raszien, der Küstenländer und aller Serben
- Stefan Uroš III. Dečanski war Herrscher von Serbien.
- Stefan Uroš IV. Dušan war Herrscher von Serbien.
- Stefan Uroš V., alleiniger Herrscher Serbiens

siehe Monarchen des alten Serbien